# X Games de Invierno Aspen 2014
La XXVIII edición de los X Games de Invierno se celebró en Aspen (Estados Unidos) entre el 23 y el 26 de enero de 2014 bajo la organización de la empresa de televisión ESPN.
Se disputaron pruebas de esquí acrobático y snowboard.

## Medallistas de esquí acrobático

### Masculino
| Evento     | Oro                             | Plata                         | Bronce                       |
| ---------- | ------------------------------- | ----------------------------- | ---------------------------- |
| Big air    | Henrik Harlaut · Suecia         | Vincent Gagnier · Canadá      | Kai Mahler · Suiza           |
| Slopestyle | Nicholas Goepper Estados Unidos | McRae Williams Estados Unidos | Andreas Håtveit · Noruega    |
| Superpipe  | David Wise Estados Unidos       | Kevin Rolland Francia         | Alex Ferreira Estados Unidos |

### Femenino
| Evento     | Oro                            | Plata                        | Bronce                 |
| ---------- | ------------------------------ | ---------------------------- | ---------------------- |
| Slopestyle | Kaya Turski · Canadá           | Maggie Voisin Estados Unidos | Kim Lamarre · Canadá   |
| Superpipe  | Maddison Bowman Estados Unidos | Rosalind Groenewoud · Canadá | Marie Martinod Francia |

## Medallistas de snowboard

### Masculino
| Evento         | Oro                         | Plata                      | Bronce                       |
| -------------- | --------------------------- | -------------------------- | ---------------------------- |
| Campo a través | Nate Holland Estados Unidos | Alex Tuttle Estados Unidos | Konstantin Schad · Alemania  |
| Big air        | Maxence Parrot · Canadá     | Yuki Kadono Japón          | Ståle Sandbech · Noruega     |
| Slopestyle     | Maxence Parrot · Canadá     | Mark McMorris · Canadá     | Ståle Sandbech · Noruega     |
| Superpipe      | Danny Davis Estados Unidos  | Louie Vito Estados Unidos  | Gregory Bretz Estados Unidos |

### Femenino
| Evento         | Oro                               | Plata                         | Bronce                            |
| -------------- | --------------------------------- | ----------------------------- | --------------------------------- |
| Campo a través | Lindsey Jacobellis Estados Unidos | Eva Samková · República Checa | Helene Olafsen · Noruega          |
| Slopestyle     | Silje Norendal · Noruega          | Jamie Anderson Estados Unidos | Spencer O'Brien · Canadá          |
| Superpipe      | Kelly Clark Estados Unidos        | Chloe Kim Estados Unidos      | Kaitlyn Farrington Estados Unidos |